# ライヴ・アット・ジ・アポロ (B.B.キングのアルバム)
『ライヴ・アット・ジ・アポロ』（Live at the Apollo）は、アメリカ合衆国のブルース・ミュージシャン、B.B.キングが1990年に録音、1991年に発表したライブ・アルバム。

## 背景
ジーン・ハリスがリーダーを務めるビッグバンド「フィリップ・モリス・スーパー・バンド」がバックを務めた。なお、1990年11月10日のアポロ・シアターでは、B.B.キングに続いて行われたレイ・チャールズの公演においても「フィリップ・モリス・スーパー・バンド」が参加している。
「ラヴ・カムズ・トゥ・タウン」は、元々はU2とのコラボレーションにより発表された曲で、1987年11月24日にU2のフォートワース公演で演奏されたのに加えて、メンフィスのサン・スタジオにおけるスタジオ録音も残されている。

## 評価
第34回グラミー賞では最優秀トラディショナル・ブルース・アルバム賞を受賞し、自身6度目のグラミー受賞を果たした。
スコット・ヤナウはオールミュージックにおいて5点満点中3点を付け、「このオールスター・バンドはアンサンブルに関しては良いが、記名性がない。更にB.B.キングも、このバッキングでありながらジャズを演奏してみようという気がなく、好機を逃している」ことを悪い点として挙げる一方、「B.B.キングの力強いライブ・パフォーマンスの優れた例である」ことを良い点として挙げている。また、Chris Heimは1991年7月25日付の『シカゴ・トリビューン』紙において4点満点中3点を付け「功績の一部は、サポートを務めたジーン・ハリス&フィリップ・モリス・スーパー・バンドにある」とする一方「もちろん、このショウのスターはB.B.、彼のギターであるルシール、それに彼ならではのブルースである」と評している。

## 収録曲
1. ラヴ・カムズ・トゥ・タウン - "When Love Comes to Town" (Bono, U2) – 4:53
2. スウィート・シックスティーン - "Sweet Sixteen" (B.B. King, Joe Josea) – 7:25
3. スリル・イズ・ゴーン - "The Thrill Is Gone" (Roy Hawkins, Rick Darnell) – 3:33
4. エイント・ノーバディーズ・ビジネス - "Ain't Nobody's Bizness" (Porter Grainger, Everett Robbins) – 2:43
5. ペイング・ザ・コスト・トゥ・ビー・ザ・ボス - "Paying the Cost to Be the Boss" (B.B. King) – 2:29
6. オール・オーバー・アゲイン - "All Over Again" (B.B. King, C. Adams) – 7:32
7. ナイトライフ - "Nightlife" (Willie Nelson) – 4:03
8. シンス・アイ・メット・ユー・ベイビー - "Since I Met You Baby" (Ivory Joe Hunter) – 3:54
9. ゲス・フー - "Guess Who" (Jesse Belvin, Jo Anne Belvin) – 5:03
10. ピース・トゥ・ザ・ワールド - "Peace to The World" (Trade Martin) – 2:55

## 参加ミュージシャン
- B.B.キング - ボーカル、ギター
- ジーン・ハリス - ピアノ、指揮
- ケニー・バレル - ギター
- レイ・ブラウン - ベース
- ハロルド・ジョーンズ - ドラムス
- ジェイムス・モリソン - トランペット
- ジョー・モゼロ - トランペット
- グレン・ドリューズ - トランペット
- ハリー・エディソン - トランペット
- ジョージ・ボハノン - トロンボーン
- アービー・グリーン - トロンボーン
- ロビン・ユーバンクス - トロンボーン
- ポール・フォウリーズ - トロンボーン
- ジェフ・クレイトン - アルト・サックス
- ジェリー・ドジオン - アルト・サックス
- プラス・ジョンソン - テナー・サックス
- ラルフ・ムーア - テナー・サックス
- ゲイリー・スマリアン - テナー・サックス